# Eleanor Boardman
Eleanor Boardman (Filadélfia, 19 de agosto de 1898 - 12 de dezembro de 1991) foi uma atriz de cinema americana do cinema mudo, casada com o diretor de cinema King Vidor.

## Início da vida e carreira
Nascida na Filadélfia, Boardman atuou originalmente no teatro; mas depois de perder temporariamente a voz em 1922, ela iniciou carreira no cinema mudo.     Seguiram-se meses de esforços infrutíferos até que um dia Rupert Hughes a viu andar a cavalo e deu-lhe parte em um filme, e ela rapidamente começou a atrair atenção. Foi escolhida pela Goldwyn Pictures como sua "nova cara de 1922", e assinou um contrato com a empresa. Depois de vários papéis coadjuvantes de sucesso, ela recebeu o papel principal em Souls for Sale em 1923. Nesse mesmo ano, a crescente popularidade de Boardman foi refletida por sua inclusão na lista de estrelas WAMPAS.
Atuou em mais de 30 filmes ao longo de sua carreira, alcançando o maior sucesso em The Crowd (1928), do diretor King Vidor. Sua atuação nesse filme é amplamente reconhecida como uma das performances mais destacadas nos cinema mudo americano. Em 1932, após algum sucesso em filmes sonoros, ela saiu da MGM. Seu filme final foi The Three Cornered Hat, que foi feito na Espanha em 1935. Após essa produção, ela se aposentou. Sua única aparição subsequente foi em uma entrevista filmada para a série de documentários britânicos de Kevin Brownlow e David Gill, Hollywood (1980). 

## Vida pessoal
Boardman foi casada com o diretor de cinema King Vidor, com quem teve duas filhas, Antonia (1927-2012) e Belinda (nascida em 1930). O casamento durou de 1926 a 1931. Os colegas atores John Gilbert e Greta Garbo planejaram um casamento duplo com eles, mas Garbo rompeu os planos no último minuto. 
O segundo marido de Boardman foi Harry d'Abbadie d'Arrast, com quem se casou em 1940. Ela dividiu seu tempo entre os Estados Unidos e seu castelo nas montanhas dos Pireneus. Após a morte do marido, em 1968,  mudou-se permanentemente para os Estados Unidos, onde se estabeleceu em Montecito, Califórnia, morando em uma casa que projetou. 

## Morte
Boardman morreu dormindo em sua casa em Santa Barbara em 12 de dezembro de 1991, aos 93 anos. Suas cinzas foram espalhadas perto de sua casa. 
Por sua contribuição para a indústria cinematográfica, Boardman tem uma estrela na Calçada da Fama de Hollywood . Sua estrela está localizada no 6928 Hollywood Boulevard . 

## Filmografia

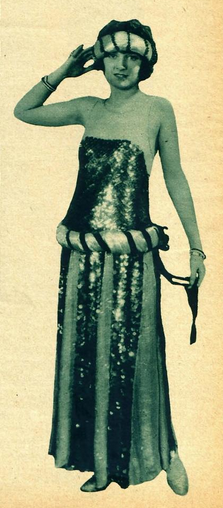
Eleanor Boardman (1923)

| Ano  | Título                    | Papel                             | Notas            |
| ---- | ------------------------- | --------------------------------- | ---------------- |
| 1922 | The Stranger´s Banquet    | Jean McPherson                    |                  |
| 1923 | Gimme                     | Clothilde Kingsley                |                  |
| 1923 | Vanity Fair               | Amelia Sedley                     | Filme perdido    |
| 1923 | Souls for Sale            | Miss Remember Steddon             |                  |
| 1923 | Threee Wise Fools         | Rena Fairchild / Sydney Fairfield |                  |
| 1923 | The Dau of Faith          | Jane Maynard                      | Filme perdido    |
| 1924 | True As Steel             | Ethel Parry                       | Filme incompleto |
| 1924 | Wine of Youth             | Mary Hollister                    |                  |
| 1924 | Sinners in Silk           | Penelope Stevens                  | Filme perdido    |
| 1924 | The Turmoil               | Mary Vertrees                     |                  |
| 1924 | The Silent Accuser        | Barbara Jane                      | Filme perdido    |
| 1924 | So This is Marriage?      | Beth Marsh                        | Filme perdido    |
| 1924 | The Wife of the Centaur   | Joan Converse                     | Filme perdido    |
| 1925 | The Way of a Girl         | Rosamond                          |                  |
| 1925 | Proud Flesh               | Fernanda                          |                  |
| 1925 | The Circle                | Elizabeth Cheney                  |                  |
| 1925 | Exchange of Wives         | Margaret Rathburn                 |                  |
| 1925 | The Only Thing            | Thyra, princesa de Svendborg      |                  |
| 1925 | The Auction Block         | Lorelei Knight                    | Filme perdido    |
| 1926 | Memory Lane               | Maria                             |                  |
| 1926 | Bardelys, the Magnificent | Roxalanne de Lavedan              |                  |
| 1926 | Tell It to the Marines    | Enfermeira Norma Dale             |                  |
| 1928 | The Crowd                 | Maria                             |                  |
| 1928 | Diamond Handcuffs         | Tillie                            |                  |
| 1929 | She Goes to War           | Joan                              |                  |
| 1930 | Mamba                     | Helen von Linden                  |                  |
| 1930 | Redemption                | Lisa                              |                  |
| 1931 | The Great Meadow          | Diony Hall                        |                  |
| 1931 | The Flood                 | Joan Marshall                     |                  |
| 1931 | Women Love Once           | Helen Fields                      |                  |
| 1931 | The Squaw Man             | Lady Diana Kerhill                |                  |
| 1935 | The Three Cornered Hat    | A esposa do moleiro               |                  |